# 絶対権
絶対権（ぜったいけん）または対世権（たいせいけん）とは、全ての人に対して主張できる権利をいう。
特定の物や法益を直接的に支配または管理することができるという権利であり、物権や知的財産権、人格権などが含まれ、相対権または対人権たる債権や社員権は含まれない。